# Панчо Тошев
Панчо Андонов Тошев, наричан Донев и Камен, е български юрист, офицер и революционер, деец на Вътрешната македонска революционна организация.

## Биография
Панчо Тошев е роден на 12 юли 1894 година в Щип, тогава в Османската империя. Син е на революционера от ВМОРО Дончо Щипянчето. Учи основно и гимназиално образование в Кюстендил, като взема матура след участието си в Балканските войни 1912 – 13 г. Завършва право в Софийския университет след Първата световна война и работи като адвокат. Много добър оратор. Участва като доброволец в Балканската, Междусъюзническата и в Първата световна война като достига до чин капитан от Българската армия. Неколкократно е раняван и награждаван с кръст за храброст.
Близък с Тодор Александров, присъединява се към ВМРО. Участник в така наречената Кюстендилска акция на ВМРО 1922 година. Председател е на Кюстендилската организация на Македонския младежки съюз. Между 1925 – 1926 година е началник на пограничния пункт в Кюстендил. От 1929 до 1932 г. неизменно е в ръководството на Съюза на македонските братства като секретар, подпредседател и председател. Като отговарящ за стопанската дейност към ЦК на ВМРО има лична заслуга за издигането на паметниците на Пейо Яворов в градовете на Югозападна България, паметника на Тодор Александров в Кюстендил и др. На състоялия се през 1932 година Седми конгрес на ВМРО е избран за запасен член на ЦК на ВМРО. Депутат от Македонската парламентарната група в XXIII ОНС (1931 – 1934) и окръжен пълномощник на ЦК на ВМРО за Пиринска Македония от 6 февруари 1932.
След преврата от 19 май 1934 година е въдворен в Карлово. Независимо от това, регионалният модел и благороден замисъл на незаконния културно-стопански институт на ВМРО, ръководен от Панчо Тошев, е направен опит да бъде приложен в национален мащаб от превратаджиите. През 1938 г. е председател на Македонското дружество „Св. св. Кирил и Методий“ в Кюстендил.
След установяването на българска власт във Вардарска Македония от април 1941 живее със семейството си в Скопие. Съдейства в установяването и функционирането на българската военна и гражданска администрация. Умира в Александровската болница в София на 22 август 1942 година. Погребан е в Кюстендил. След смъртта му семейството му се прибира в България..